# Theodore E. Burton

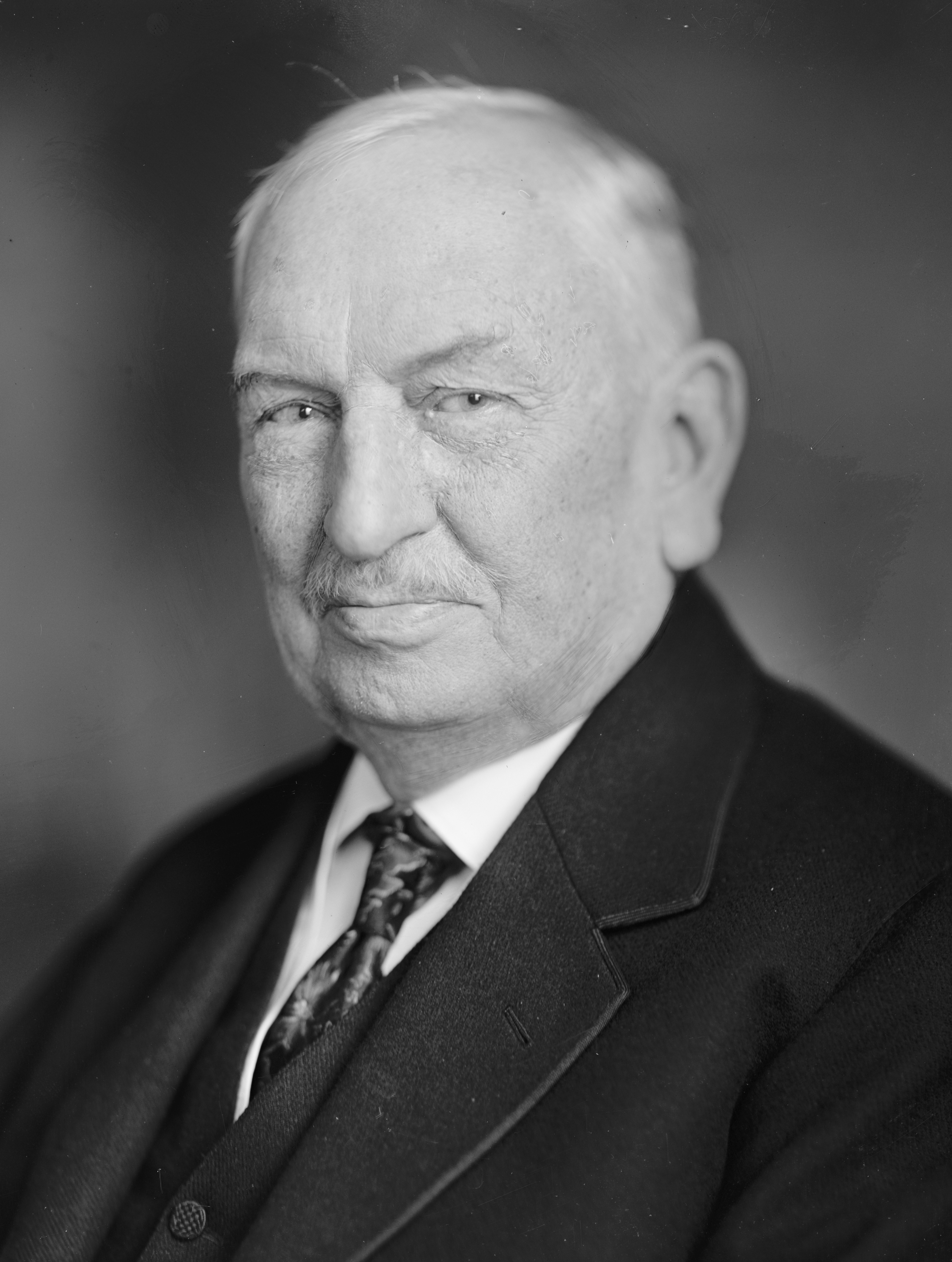
Theodore E. Burton

Theodore Elijah Burton (* 20. Dezember 1851 in Jefferson, Ohio; † 28. Oktober 1929 in Washington, D.C.) war ein US-amerikanischer Politiker der Republikanischen Partei. Von 1889 bis 1891, von 1895 bis 1909 und von 1921 bis 1928 war er Mitglied des Repräsentantenhauses der Vereinigten Staaten für den 21. und den 22. Kongressdistrikt des Bundesstaates Ohio. Von 1909 bis 1915 sowie von 1928 bis 1929 saß er für Ohio im US-Senat.

## Biografie
Theodore Burton wurde in Jefferson geboren. Er besuchte die Grand River Academy in Austinburg und das Grinnell College in Grinnell (Iowa). Sein anschließendes Jura-Studium am Oberlin College schloss er 1872 ab. 1875 eröffnete er eine Anwaltskanzlei in Cleveland.
1889 wurde er erstmals für den 21. Distrikt von Ohio ins US-Repräsentantenhaus gewählt. Seine Amtszeit dauerte bis 1891. Dort wurde er nicht wiedergewählt. Von 1895 bis 1909 saß er ein weiteres Mal für den 21. Distrikt im House. 1907 wurde er von US-Präsident Theodore Roosevelt zum Vorsitzenden der Inland Waterways Commission (dt. Wasserstraßen-Kommission) ernannt. 1909 folgte die Ernennung zum Vorsitzenden der National Waterways Commission (dt. Nationale Kommission für Wasserstraßen). Er war außerdem Förderer des Baus des Panamakanals. Er war auch für die Beschränkung des Marktes. So war er kurz nach seiner ersten Wahl 1890 am Sherman Antitrust Act beteiligt.
Von 1909 bis 1915 saß er für Ohio im Senat. Er war Nachfolger von Joseph B. Foraker. Während seiner Zeit im Senat war er Vorsitzender (Chairman) des Committee on Rivers and Harbors. 1915 schied er aus dem Senat aus und zog nach New York City, wo er bei einer Bank tätig war. Sein Nachfolger im Senat wurde Warren G. Harding. 1920 ging er zurück nach Ohio und wurde wieder ins Repräsentantenhaus gewählt, diesmal für den 22. Distrikt. Diese Amtszeit dauerte bis 1928. Dort wurde er in einer Special Election als Nachfolger von Cyrus Locher nochmals in den Senat gewählt. Er starb 1929 im Amt.